# Yahoo Serious

Yahoo Serious (nacido Greg Gomez Pead  27 de julio de 1953) es un actor de cine, director y compositor de partituras australiano. Sus películas incluyen las películas de comedia El joven Einstein (1988), El último rebelde (1993) y Sr. Accidente (2000). Serious escribe, dirige, produce, protagoniza y ha compuesto la partitura de sus películas.

## Primeros años de vida
Pead nació el 27 de julio de 1953 en Cardiff, ciudad de Lake Macquarie en la región de Hunter, Nueva Gales del Sur, Australia. Asistió a la Escuela Pública del Este de Glendale y a la Escuela Secundaria de Cardiff, luego trabajó como instalador de neumáticos para pagar su matrícula en la Escuela Nacional de Arte en Sydney, pero fue expulsado.

## Carrera profesional
Tras ser expulsado de la escuela de arte, Serious coescribió, coprodujo, montó y dirigió a los 21 años su primera película, Coaltown, "con la ayuda del Australian Film Institute ". Estrenada en 1977, Coaltown explora la historia social y política de la minería del carbón.
En 1988, Serious coescribió, produjo, dirigió e interpretó el papel principal en Young Einstein, una película intencionalmente inexacta que retrata a Albert Einstein como un joven agricultor de manzanas en Tasmania que deriva la fórmula E=mc² mientras intenta descubrir un medio para crear burbujas de cerveza, dividiendo el átomo de cerveza en el proceso. Después de dejar Tasmania por Sydney en el continente para patentar su descubrimiento, desarrolla la música rock y el surf, se enamora de Marie Curie y salva a París de una bomba atómica. La popularidad de la película impulsó a Serious al estrellato, que lo vio aparecer en la portada de las revistas TIME y Mad, e incluso obtuvo su propio espacio en horario estelar en MTV. La película fue un éxito en Australia, pero un fracaso comercial y de crítica al recibir un gran estreno en los Estados Unidos.
En 1993, Serious estrenó su siguiente película, El último rebelde, una sátira sobre un descendiente moderno del notorio ladrón de bancos australiano Ned Kelly, quien también se convierte en una estrella de cine en Hollywood. Si bien El último rebelde  fue un éxito en Australia, fracasó fuera del país y puso fin a la apuesta de Serious por la popularidad internacional. En 2000, Serious estrenó su tercera película, Sr. Accidente, sobre el hombre más propenso a los accidentes del mundo. Al igual que El último rebelde, la película no fue un éxito comercial fuera de Australia.
Serious es director de la Kokoda Track Foundation, una organización humanitaria enfocada en Papúa Nueva Guinea.
En 2019, en una sesión de preguntas y respuestas en el palacio de cine Hayden Orpheum de Sídney, Serious respondió a una pregunta sobre lo que había estado haciendo recientemente: "He estado escribiendo y espero seguir haciendo más películas".

## Honores y premios
Serious recibió un doctorado honorario de la Universidad de Newcastle en 1996.
Serious fue una celebridad invitada a la apertura de los Juegos Olímpicos de Sydney 2000.

## Vida personal
Poco después de la producción de El joven Einstein, Serious se casó con Lulu Pinkus. Su relación terminó en 2007.
En julio de 2020, Serious fue desalojado de su propiedad de alquiler en Sydney y se le ordenó pagar $ 15,000 en alquileres atrasados a los propietarios. Serious declaró que no pudo pagar debido a los impactos de COVID-19, pero no pudo corroborar esta afirmación.

## Demanda contra Yahoo!
En agosto de 2000, Yahoo Serious demandó al motor de búsqueda Yahoo! por infracción de marca. El caso fue desestimado porque Serious no pudo probar que vende productos o servicios bajo el nombre de "Yahoo" y, por lo tanto, no pudo probar que sufrió daños o confusión debido al motor de búsqueda.

## Filmografía
- El joven Einstein (1988) – Actor, director, escritor y productor
- El último rebelde (1993) – Actor, director, escritor y productor
- Sr. Accidente (2000) – Actor, director, escritor y productor

### Como él mismo
- Cine 3 – (1990) – Serie de televisión, 1 episodio
- Waltzing Matilda: La canción que dio forma a una nación (1995) – Documental
- En Cannes (2007) – Cortometraje documental